# Eleições estaduais em Mato Grosso em 1986
As eleições estaduais em Mato Grosso em 1986 ocorreram em 15 de novembro como parte das eleições gerais no Distrito Federal, em 23 estados e nos territórios federais do Amapá e Roraima. Nesse dia foram eleitos o governador Carlos Bezerra, o vice-governador Edison Oliveira, os senadores Márcio Lacerda e Louremberg  Nunes Rocha, além de oito deputados federais e vinte e quatro deputados estaduais sendo que o PMDB elegeu sua chapa majoritária e a maioria dos cargos legislativos em disputa.
Nascido na Chapada dos Guimarães o novo governador mato-grossense fez política estudantil e por conta disso fundou e presidiu em 1957 a Associação Cuiabana de Estudantes Secundários e é advogado formado pela Universidade Federal de Mato Grosso. Após iniciar a vida política no PTB migrou para o MDB após a instauração do bipartidarismo pelo Regime Militar de 1964 chegando a ser preso e processado durante o mesmo. Eleito deputado estadual em 1974 e deputado federal em 1978, migrou para o PMDB e foi eleito prefeito de Rondonópolis no ano de 1982, cargo ao qual renunciou para disputar o Palácio Paiaguás.
Reunida em torno de Vicente Bezerra Neto e do padre Raimundo Pombo, a oposição mato-grossense ficou nacionalmente conhecida quando o deputado Dante de Oliveira apresentou emenda constitucional restabelecendo a eleição direta para presidente da República numa proposta que resultou na campanha das Diretas Já, entretanto a emenda caiu por falta de quórum. Com a chegada da Nova República o PMDB passou a ser visto como uma alternativa de poder e já nas eleições municipais de 1985 conquistou 80% das prefeituras em disputa, a começar pela vitória de Dante de Oliveira em Cuiabá. Meses depois os efeitos iniciais do Plano Cruzado potencializaram os candidatos do partido no pleito de 1986 e nisso ele conquistou o governo do estado, as duas vagas de senador.

## Resultado da eleição para governador
Conforme o Tribunal Superior Eleitoral foram apurados 600.623 votos nominais (81,44%), 107.944 votos em branco (14,64%) e 28.941 votos nulos (3,92%) resultando no comparecimento de 737.508 eleitores.
| Candidatos a governador do estado | Candidatos a vice-governador       | Número | Coligação                                                  | Votação | Percentual |
| --------------------------------- | ---------------------------------- | ------ | ---------------------------------------------------------- | ------- | ---------- |
| Carlos Bezerra PMDB               | Edison Oliveira PMDB               | 15     | Movimento Democrático Brasileiro (PMDB, PSC, PSB, PCdoB)   | 394.786 | 65,73%     |
| Frederico Campos PMB              | José Salvador de Arruda Santos PDS | 11     | Aliança Democrática Municipalista (PMB, PDS, PFL, PTB, PL) | 177.933 | 29,62%     |
| Gilson de Barros PDT              | Antonino Aparecido Gonçalves PDT   | 12     | PDT (sem coligação)                                        | 15.653  | 2,61%      |
| Vicente Machado de Ávila PT       | Maria José Arantes Villalva PT     | 13     | PT (sem coligação)                                         | 12.251  | 2,04%      |
| Fontes:                           |                                    |        |                                                            |         |            |

## Resultado da eleição para senador
Dados fornecidos pelo Tribunal Superior Eleitoral apontam que por serem duas vagas em disputa, os votos válidos atingiram 964.636 eleitores.
| Candidatos a senador da República | Candidatos a suplente de senador                         | Número | Coligação                                                  | Votação | Percentual |
| --------------------------------- | -------------------------------------------------------- | ------ | ---------------------------------------------------------- | ------- | ---------- |
| Márcio Lacerda PMDB               | José Pedro Gonçalves PMDB Natalino Antunes de Souza PMDB | 154    | Movimento Democrático Brasileiro (PMDB, PSC, PSB, PCdoB)   | 283.041 | 29,34%     |
| Louremberg Nunes Rocha PMDB       | Sebastião de Oliveira PMDB                               | 152    | Movimento Democrático Brasileiro (PMDB, PSC, PSB, PCdoB)   | 161.390 | 16,73%     |
| Gastão Müller PMDB                | -                                                        | 151    | Movimento Democrático Brasileiro (PMDB, PSC, PSB, PCdoB)   | 144.099 | 14,94%     |
| Ricardo Corrêa PL                 | Antônio Leôncio Campo Limpo Neto PL Amador Gonçalves PL  | 222    | PL (sem coligação)                                         | 130.058 | 13,48%     |
| Murilo Domingos PTB               | Miguel Lopes da Silva Filho PTB -                        | 142    | PTB (em sublegenda)                                        | 69.187  | 7,17%      |
| Raimundo Pombo PMB                | -                                                        | 261    | Aliança Democrática Municipalista (PDS, PMB, PFL, PTB, PL) | 56.672  | 5,87%      |
| Bento Porto PFL                   | -                                                        | 251    | Aliança Democrática Municipalista (PDS, PMB, PFL, PTB, PL) | 48.815  | 5,06%      |
| Marília Inês Pedrollo Salomoni PT | Antônio Augusto de Oliveira PT Antônio Carlos Crispim PT | 132    | PT (sem coligação)                                         | 23.235  | 2,41%      |
| José Dalla Costa PT               | Almiro de Matos PT José Teixeira Pinto PT                | 131    | PT (sem coligação)                                         | 12.983  | 1,35%      |
| Ricardo Cambraia PFL              | -                                                        | 252    | Aliança Democrática Municipalista (PDS, PMB, PFL, PTB, PL) | 12.843  | 1,33%      |
| Rômulo Vandoni PMB                | -                                                        | 263    | Aliança Democrática Municipalista (PDS, PMB, PFL, PTB, PL) | 8.210   | 0,85%      |
| Manoel Novaes PTB                 | Jaques de Carvalho PTB -                                 | 141    | PTB (em sublegenda)                                        | 6.723   | 0,70%      |
| Edevaldo Valeriano PMB            | -                                                        | 264    | Aliança Democrática Municipalista (PDS, PMB, PFL, PTB, PL) | 4.616   | 0,48%      |
| Celso de Castilho PFL             | -                                                        | 253    | Aliança Democrática Municipalista (PDS, PMB, PFL, PTB, PL) | 2.764   | 0,29%      |
| Vicente Vuolo PMDB                | -                                                        | 153    | Movimento Democrático Brasileiro (PMDB, PSC, PSB, PCdoB)   | -       | -          |
| Fontes:                           |                                                          |        |                                                            |         |            |

## Deputados federais eleitos
São relacionados os candidatos eleitos com informações complementares da Câmara dos Deputados.

Representação eleita
  PMDB: 5
  PFL: 2
  PDS: 1

| Número  | Deputados federais eleitos | Partido | Votação | Percentual | Cidade onde nasceu        | Unidade federativa |
| -       | Júlio Campos               | PFL     | 61.002  | 23,68%     | Várzea Grande             | Mato Grosso        |
| -       | Osvaldo Sobrinho           | PMDB    | 40.685  | 15,79%     | Pirapozinho               | São Paulo          |
| -       | Joaquim Sucena             | PMDB    | 32.997  | 12,80%     | São José do Rio Preto     | São Paulo          |
| -       | Antero Paes de Barros      | PMDB    | 29.930  | 11,61%     | Cuiabá                    | Mato Grosso        |
| -       | Rodrigues Palma            | PMDB    | 27.783  | 10,78%     | Cuiabá                    | Mato Grosso        |
| -       | Percival Muniz             | PMDB    | 27.145  | 10,53%     | Guiratinga                | Mato Grosso        |
| -       | Jonas Pinheiro             | PFL     | 21.335  | 8,28%      | Santo Antônio de Leverger | Mato Grosso        |
| -       | Ubiratan Spinelli          | PDS     | 16.723  | 6,49%      | Poxoréu                   | Mato Grosso        |
| Fontes: |                            |         |         |            |                           |                    |

## Deputados estaduais eleitos
Estavam em jogo 24 cadeiras da Assembleia Legislativa de Mato Grosso.

Representação eleita
  PMDB: 13
  PFL: 8
  PL: 1
  PDS: 1
  PDT: 1

| Número  | Deputados estaduais eleitos       | Partido | Votação | Percentual | Cidade onde nasceu          | Unidade federativa |
| 15110   | Roberto França                    | PMDB    | 21.110  |            | Cuiabá                      | Mato Grosso        |
| 15160   | Luiz Antônio Vitório Soares       | PMDB    | 10.174  |            | Alto Garças                 | Mato Grosso        |
| 15155   | Antonio Carlos Lopes Amaral       | PMDB    | 9.170   |            | Santa Fé do Sul             | São Paulo          |
| -       | Roberto Cruz                      | PFL     | 8.774   |            | Sereno de Cataguases        | Minas Gerais       |
| 22102   | Hermínio J. Barreto               | PL      | 8.559   |            | Campo Grande                | Mato Grosso do Sul |
| 15175   | Hermes Gomes de Abreu             | PMDB    | 8.522   |            | Alto Garças                 | Mato Grosso        |
| -       | Teócles Maciel                    | PFL     | 8.319   |            | Cuiabá                      | Mato Grosso        |
| 15245   | Thaís Barbosa                     | PMDB    | 7.910   |            | Rio Verde                   | Goiás              |
| 15125   | José Lacerda                      | PMDB    | 7.850   |            | Corumbá                     | Mato Grosso do Sul |
| 15195   | Willian Dias                      | PMDB    | 7.729   |            | Bauru                       | São Paulo          |
| 15145   | Osvaldo Paiva                     | PMDB    | 7.534   |            | Andradina                   | São Paulo          |
| 15210   | Augusto Mário Vieira              | PMDB    | 7.377   |            | Cuiabá                      | Mato Grosso        |
| 15185   | João Bosco da Silva               | PMDB    | 7.317   |            | Nossa Senhora do Livramento | Mato Grosso        |
| 15255   | Kazuhu Kazu Sano                  | PMDB    | 7.219   |            | Bauru                       | São Paulo          |
| 11112   | Ninomiya Miguel                   | PDS     | 7.169   |            | Lins                        | São Paulo          |
| 15250   | José Arimateia Fernandes da Silva | PMDB    | 6.904   |            | Guiratinga                  | Mato Grosso        |
| 15270   | Sebastião Alves Júnior            | PMDB    | 6.727   |            | Tupaciguara                 | Minas Gerais       |
| -       | Moisés Feltrin                    | PFL     | 6.712   |            | Martinópolis                | São Paulo          |
| 25205   | Eduino Jacomo Orione              | PFL     | 6.564   |            | Guiratinga                  | Mato Grosso        |
| -       | Haroldo de Arruda                 | PFL     | 6.561   |            | Cuiabá                      | Mato Grosso        |
| 12272   | Antônio Joaquim                   | PDT     | 6.178   |            | Goiânia                     | Goiás              |
| 25222   | Hilton de Campos                  | PFL     | 6.051   |            | Cáceres                     | Mato Grosso        |
| -       | João Batista Teixeira Santos      | PFL     | 5.504   |            | Montes Claros               | Minas Gerais       |
| -       | Branco de Barros                  | PFL     | 4.990   |            | Várzea Grande               | Mato Grosso        |
| Fontes: |                                   |         |         |            |                             |                    |